# Limnonectes kenepaiensis
Limnonectes kenepaiensis é uma espécie de anura da família Ranidae.
Pode ser encontrada nos seguintes países: Indonésia e Malásia.
Os seus habitats naturais são: pântanos subtropicais ou tropicais e swamps.
Está ameaçada por perda de habitat.